# Jennifer Coolidge
Jennifer Coolidge (Boston, Estats Units d'Amèrica, 28 d'agost de 1961) és una actriu nord-americana. Coneguda pel seu treball en el gènere de la comèdia, Coolidge ha rebut diversos reconeixements, com ara un Globus d'Or i dos premis Primetime Emmy. El 2023, va ser inclosa a la llista anual Time 100 de les persones més influents del món.
Coolidge va tenir papers secundaris a la sèrie de pel·lícules American Pie (1999–2012) i a la sèrie de pel·lícules Una rossa molt legal (2001–2003). Ha col·laborat amb Christopher Guest en quatre dels seus falsos documentals, Best in Show (2000), A Mighty Wind (2003), For Your Consideration (2006) i Mascots (2016). També ha aparegut a les pel·lícules Una Ventafocs moderna (2004), Click (2006), Date Movie (2006), Epic Movie (2007), Promising Young Woman (2020), Single All the Way (2021) i Shotgun Wedding (2022).
A la televisió, Coolidge ha aparegut a les comèdies Joey (2004–2006), The Secret Life of the American Teenager (2008–2012), 2 Broke Girls (2011–2017) i la sèrie dramàtica The Watcher (2022). Va obtenir elogis de la crítica pel seu paper de Tanya McQuoid, una dona rica insegura, a la sèrie d'antologia de HBO The White Lotus (2021–2022), guanyant dos premis Primetime Emmy i un Globus d'Or.